# Mi-cuits au chocolat

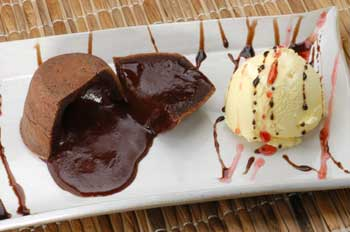
Mi-cuits au chocolat mit einer Portion Vanilleeis

Mi-cuits au chocolat (französisch für halbgares, halb gekocht) ist ein Dessert und besteht aus einem kleinen Schokoladenkuchen, welcher außen knusprig ist und innen noch flüssig.
Häufig wird dazu eine Portion Vanilleeis serviert.
Andere Namen sind Molten chocolate cake (engl.: flüssiger Schokoladenkuchen), Schokoladen-Malheur, Lava-Kuchen.
Der aus dem Elsass stammende, mehrfach prämierte Koch und Autor Jean-Georges Vongerichten soll ihn erfunden haben. Der französische Chocolatier Jacques Torres hingegen sagt, dass Vongerichten diese Küchlein wohl in den Vereinigten Staaten bekannt machte, in Frankreich gab es sie schon vorher.
Nicht zu verwechseln mit moelleux au chocolat (franz.: weiche Schokolade), ein Schokoladekuchen mit weichem Inneren.

## Zubereitung
Aus Zartbitter-Kuvertüre, Eischnee, Eigelb, zu gleichen Teilen Zucker und Butter, etwas Mehl und Kartoffelstärke wird eine flüssige Masse hergestellt, die in gebutterten und bemehlten Backförmchen nur halbgar gebacken wird, dann noch ein Stückchen Zartbitterkuvertüre in die Mitte des Küchleins gegeben und sofort serviert wird. Abwandlungen in weißer Schokolade sind ebenfalls üblich.